# Де Троз, Жюль
Жюль Анри Гислан Мари, барон де Троз (фр. Jules Henri Ghislain Marie, Baron de Trooz) (21 февраля 1857 — 31 декабря 1907) — бельгийский католический политический деятель. Глава бельгийского правительства со 2 мая по 31 декабря 1907 года.

## Биография
Де Троз родился в Лёвене, изучал философию, прежде чем ушёл в политику. Представлял родной город в Палате представителей бельгийского парламента с 1899 года, затем занимал должности министра образования и внутренних дел. В 1907 году возглавил правительство, оставив за собой место министра внутренних дел.

Министр Внутренних дел с 5 августа 1899 по 31 декабря 1907.
Умер во время пребывания в должности.